# 箕輪直人
箕輪 直人 （みのわ なおと、1979年12月7日 - ）は、北海道出身の俳優、ラジオパーソナリティ、ローカルタレント。演劇ユニット「ザ・ビエル座」主宰。血液型はO型。

## 経歴
北海道出身。北海道札幌北陵高等学校卒業。当初はミュージシャンを目指してヒップホップやクラブのDJとして活躍していた。北海道工業大学在学中に武田晋主宰の劇団「ジー・ウイルス」のオーディションに合格する。劇団仲間の雨夜秀興（現在は「あまやひでおき」として「どさんこワイド」のレポーターなどを担当）らとともに演劇ユニット「ワクチン」を結成。その傍ら「のりゆきのトークDE北海道」などのテレビ番組のレポーターやラジオパーソナリティとしても活動する。「ワクチン」活動休止後、雨夜とのユニット「ザ・ビエル座」を結成。「アタックヤング」などのラジオ番組を担当する。テレビタレントとしては主にテレビ北海道の番組に出演する。

## 人物
- 趣味 : アウトドア、料理、釣り
- 特技 : ものまね、ギリギリ怒られないレベルのインタビュー
- 好きな言葉 : 些細なことへの感謝は忘れない。些細な不愉快は気にしない。
- 好きな食べ物 : カニ、ラーメン、タイ料理
- 嫌いな食べ物 : 無し
- 好きなこと : 子供と一日中ふざける
- 夢 : 孫の命名権を100万円で買う。

## 現在の出演番組

### テレビ番組
- スイッチン! (テレビ北海道 毎週土曜11:30〜12:00)
- 土曜旅館 桜の間（テレビ北海道）
- #LIVEニュース （J:COM札幌）

### ラジオ番組
- Be My Radio (FM北海道 毎週水・木12:00〜15:55)
- こちら札幌市中央区大通公園前時計台ビル派出所 (FM北海道 毎週土曜20:00〜20:30)

### 舞台
- NORD 第2回演劇公演「トムとディックとハリー」（2024年10月3日・4日、ジョブキタ北八劇場）[3]
- ジョブキタ北八劇場コメディシリーズ「病は気から」（2025年6月14日 - 7月6日〈予定〉、ジョブキタ北八劇場）[4]

### その他
- レバンガ北海道会場MC
- センチュリーロイヤルウェディング専属MC
- YOSAKOIソーランTHE FINAL MC

## 過去の出演番組
テレビ北海道
- まだ水曜でしょ (テレビ北海道 毎週水曜深夜 26:05〜26:35)
- ばっちり撮ったろう～アイドルがネットで頂上とんねんて？～（テレビ北海道 毎週火曜深夜 25:35～）ナレーション

STVラジオ
- ザ・ビエル座のアタックヤング（毎週月曜深夜 24:00〜25:00）
- にちようベイベー（毎週日曜13:00〜13:30）

AIR-G'(FM北海道)
- ジャジャジャジャジャパン（毎週土曜深夜 25:00〜26:00）
- BOND GIRL!（毎週金曜 13:00〜17:25）
- my Roots（毎週水曜11:30〜11:55）
- Sparkle Sparkler - リポーター
- 北海道 BUBU presents SHIFT CHANGE FRIDAY（毎週金曜18:00〜18:55）

LOVE FM
- music×serendipity（2022年11月14日） - ゲスト出演